# 久邇良子
久邇 良子（久迩 良子、くに よしこ、1963年1月21日生- ）は、日本の政治学者。専門は国際関係論（米欧関係・仏独関係）・フランス政治。東京学芸大学教育学部教授。夫は伊勢神宮大宮司の久邇朝尊。
1985年、上智大学外国語学部フランス語学科卒。1998年、早稲田大学大学院政治学研究科博士課程修了。

## 学位
- 博士（政治学）（早稲田大学）[2]

## 著書

### 単著
- 『フランスの地方制度改革――ミッテラン政権の試み』（早稲田大学出版部, 2004年）

### 共著
- （片岡寛光編）『現代行政国家と政策過程』（早稲田大学出版部, 1994年）
- （片岡寛光編）『国際行政改革事情』（早稲田大学出版部, 1998年）
- （中野実編）『リージョナリズムの国際政治経済学』（学陽書房, 2003年）

## 論文
- 「フランスの開発援助政策――社会党政権下の動向(1)」『早稲田政治公法研究』36号（1991年）
- 「フランスの開発援助政策――社会党政権下の動向(2)」『早稲田政治公法研究』37号（1991年）
- 「フランスの開発援助政策――社会党政権下の動向(3)」『早稲田政治公法研究』38号（1992年）
- 「フランスの地方制度改革――社会党政権下の分権化の試み(1)」『早稲田政治公法研究』41号（1993年）
- 「フランスの地方制度改革――社会党政権下の分権化の試み(2)」『早稲田政治公法研究』42号（1993年）
- 「行政の政治化・政治の行政化――仏第5共和制下の高級官僚の動向」『早稲田政治公法研究』45号（1994年）
- 「欧州統合とフランスのレジオン」『早稲田政治公法研究』49号（1995年）
- 「ミッテラン仏政権下の核政策」『外交時報』1347号（1998年）
- 「フランスの地方民主主義――住民投票の制度化」『早稲田政治公法研究』58号（1998年）
- 「仏独関係の曲折――ドイツ統一をめぐって」『東京学芸大学紀要』51号（2000年）
- 「フランスにおける新たな公職兼任制度改革――2000年4月5日法の内容とその限界」『東京学芸大学紀要』53号（2002年）